# Liste der Alija-Bet-Flüchtlingsschiffe

## Liste der Einwandererschiffe
Einzelne Schiffe haben mehrere Fahrten absolviert.
| Schiffsname        | Codename                     | Anzahl Einwanderer | Abfahrtsland          | Ankunft in Israel | Schicksal                                                                                          |
| ------------------ | ---------------------------- | ------------------ | --------------------- | ----------------- | -------------------------------------------------------------------------------------------------- |
| Velos              |                              | 350                | Griechenland          | Juli 1934         | Erfolgreiche Überfahrt                                                                             |
| Union              |                              | 117                |                       | Aug. 1934         | Erfolgreiche Überfahrt                                                                             |
| Velos              |                              | 350                | Bulgarien             | Nov. 1934         | Erfolgreiche Überfahrt; Ausweisung durch die Briten                                                |
| Wanda              |                              | 50                 | Polen                 |                   | Im Danziger Hafen gesunken; Passagiere wurden gerettet                                             |
| Af al pi           |                              | 15                 | Griechenland          | Apr. 1937         | Erfolgreiche Überfahrt nach Haifa                                                                  |
| Af al pi           |                              | 54                 | Albanien              | Okt. 1937         | Erfolgreiche Überfahrt nach Tantura                                                                |
| Poseidon           |                              | 68                 | Griechenland          | Jan. 1938         | Erfolgreiche Überfahrt                                                                             |
| Af al pi           |                              | 96                 | Jugoslawien           | März 1938         | Erfolgreiche Überfahrt                                                                             |
| Artemis            |                              | 128                | Griechenland          | Apr. 1938         | Erfolgreiche Überfahrt                                                                             |
| Poseidon           |                              | 65                 | Griechenland          | Mai 1938          | Erfolgreiche Überfahrt                                                                             |
| Artemis            |                              | 157                | Griechenland          | Juli 1938         | Erfolgreiche Überfahrt                                                                             |
| Af al pi           |                              | 156                | Griechenland          | Aug. 1938         | Erfolgreiche Überfahrt                                                                             |
| Af al pi           |                              | 38                 | Griechenland          | Sep. 1938         | Erfolgreiche Überfahrt                                                                             |
| Daraga             |                              | 140                | Jugoslawien           | Okt. 1938         | Erfolgreiche Überfahrt                                                                             |
| Atrato             |                              | 300                | Italien               | Nov. 1938         | Erfolgreiche Überfahrt                                                                             |
| Daraga             |                              | 550                | Rumänien              | Dez. 1938         | Erfolgreiche Überfahrt                                                                             |
| Eli                |                              | 550                | Rumänien              | Dez. 1938         | Erfolgreiche Überfahrt                                                                             |
| Geppo              |                              | 734                | Rumänien              | Dez. 1938         | Erfolgreiche Überfahrt                                                                             |
| Dalfa              |                              | 250                | Rumänien              | Dez. 1938         | Erfolgreiche Überfahrt                                                                             |
| Katina             |                              | 778                |                       | Jan. 1939         | Erfolgreiche Überfahrt                                                                             |
| Atrato             |                              | 300                | Italien               | Jan. 1939         | Erfolgreiche Überfahrt                                                                             |
| Geppo              |                              | 750                | Italien               | Apr. 1939         | Gesunken; Passagiere wurden gerettet                                                               |
| Atrato             |                              | 300                | Italien               | Feb. 1939         | Erfolgreiche Überfahrt                                                                             |
| Atrato             |                              | 400                | Jugoslawien           | März 1939         | Erfolgreiche Überfahrt                                                                             |
| Sando              |                              | 270                | Rumänien ?            | März 1939         | Erfolgreiche Überfahrt; Ausweisung nach Rumänien                                                   |
| Astia              |                              | 699                |                       | Apr. 1939         | Erfolgreiche Überfahrt                                                                             |
| Atrato             |                              | 388                | Jugoslawien           | Apr. 1939         | Erfolgreiche Überfahrt                                                                             |
| Atrato             |                              | 372                | Italien               | Apr. 1939         | Erfolgreiche Überfahrt                                                                             |
| Agia Dezioni       |                              | 465                | Jugoslawien           | Apr. 1939         | Erfolgreiche Überfahrt                                                                             |
| Asimi              |                              | 470                |                       | Apr. 1939         | Erfolgreiche Überfahrt                                                                             |
| Atrato             |                              | 390                | Rumänien              | Mai 1939          | Erfolgreiche Überfahrt                                                                             |
| Ageus Nicolaus     |                              | 800                | Bulgarien             | Mai 1939          | Erfolgreiche Überfahrt                                                                             |
| Karaiza Maria      |                              | 350                |                       | Mai 1939          | Erfolgreiche Überfahrt                                                                             |
| Colorado           |                              | 379                | Rumänien              | Juni 1939         | Erfolgreiche Überfahrt                                                                             |
| Demetrius          |                              | 244                |                       | Juni 1939         | aufgebracht                                                                                        |
| Liesel             |                              | 921                | Rumänien              | Juni 1939         | Erfolgreiche Überfahrt                                                                             |
| Colorado           |                              | 388                | Rumänien              | Juli 1939         | Erfolgreiche Überfahrt                                                                             |
| Aster              |                              | 724                | Rumänien              | Juli 1939         | Erfolgreiche Überfahrt                                                                             |
| Las Perles         |                              | 370                | Rumänien              | Juli 1939         | Erfolgreiche Überfahrt                                                                             |
| Niko               |                              | 560                | Rumänien              | Juli 1939         | Erfolgreiche Überfahrt                                                                             |
| Rudnitchar         |                              | 305                | Bulgarien             | Aug. 1939         | Erfolgreiche Überfahrt                                                                             |
| Dora               |                              | 480                |                       | Aug. 1939         | Erfolgreiche Überfahrt                                                                             |
| Rim                |                              | 600                | Rumänien              | Aug. 1939         | Erfolgreiche Überfahrt                                                                             |
| Ageus Nicolaus     |                              | 795                | Rumänien              | Aug. 1939         | Erfolgreiche Überfahrt                                                                             |
| Parita             |                              | 850                | Rumänien              | Aug. 1939         | Erfolgreiche Überfahrt                                                                             |
| Osiris             |                              | 650                | Rumänien              | Aug. 1939         | Erfolgreiche Überfahrt                                                                             |
| Cartova            |                              | 650                | Rumänien              | Aug. 1939         | Erfolgreiche Überfahrt                                                                             |
| Tripoli            |                              | 700                | Rumänien              | Aug. 1939         | Erfolgreiche Überfahrt                                                                             |
| Prosula            |                              | 654                | Rumänien              | Aug. 1939         | Erfolgreiche Überfahrt                                                                             |
| Tiger Hill         |                              | 1417               | Rumänien              | Sep. 1939         | Erfolgreiche Überfahrt                                                                             |
| Naomi Julia        |                              | 1130               | Rumänien              | Sep. 1939         | Erfolgreiche Überfahrt                                                                             |
| Rudnitchar         |                              | 371                | Bulgarien             | Sep. 1939         | Erfolgreiche Überfahrt                                                                             |
| Rudnitchar         |                              | 457                | Bulgarien             | Nov. 1939         | Erfolgreiche Überfahrt                                                                             |
| Rudnitchar         |                              | 505                | Bulgarien             | Dez. 1939         | Erfolgreiche Überfahrt                                                                             |
| Orion              |                              | 502                |                       | Jan. 1940         | Erfolgreiche Überfahrt                                                                             |
| Hilda              |                              | 728                |                       | Jan. 1940         | Erfolgreiche Überfahrt                                                                             |
| Sakariya           |                              | 2228               | Rumänien              | Feb. 1940         | Erfolgreiche Überfahrt                                                                             |
| Libertad           |                              | 355                | Bulgarien             | Juli 1940         | Erfolgreiche Überfahrt                                                                             |
| Pencho             |                              | 510                | Ungarn                |                   | gesunken; Passagiere auf Rhodos interniert                                                         |
| Salvador           |                              | 320                | Bulgarien             |                   | gesunken; mind. 200 Tote                                                                           |
| Pacific            |                              | 1062               | Rumänien              | Nov. 1940         | Erfolgreiche Überfahrt                                                                             |
| Milos              |                              | 709                | Rumänien              | Nov. 1940         | Erfolgreiche Überfahrt                                                                             |
| Atlantic           |                              | 1780               | Rumänien              | Nov. 1940         | Erfolgreiche Überfahrt                                                                             |
| Darien             |                              | 789                | Rumänien              | März 1941         | Erfolgreiche Überfahrt                                                                             |
| Struma             |                              | 769                | Rumänien              |                   | versenkt                                                                                           |
| Michai             |                              | 15                 |                       | Mai 1942          | Erfolgreiche Überfahrt                                                                             |
| Mircea             |                              | 40                 |                       | Mai 1942          | Erfolgreiche Überfahrt                                                                             |
| Euxine             |                              | 11                 |                       |                   | interniert in Zypern                                                                               |
| Dordeval           |                              | 20                 |                       | Apr. 1942         | interniert in Zypern                                                                               |
| Viitorul           |                              | 120                | Rumänien              |                   | Im Oktober 1942 gestrandet, Passagiere in Zypern interniert                                        |
| Milca              |                              | 239                | Rumänien              | März 1944         | Erfolgreiche Überfahrt                                                                             |
| Maritsa            |                              | 244                | Rumänien              | Apr. 1944         | Erfolgreiche Überfahrt                                                                             |
| Bela-Chita         |                              | 273                | Rumänien              | Apr. 1944         | Erfolgreiche Überfahrt                                                                             |
| Milca              |                              | 317                | Rumänien              | Apr. 1944         | Erfolgreiche Überfahrt                                                                             |
| Maritsa            |                              | 318                | Rumänien              | Mai 1944          | Erfolgreiche Überfahrt                                                                             |
| Kazbek             |                              | 735                | Rumänien              | Juli 1944         | Erfolgreiche Überfahrt                                                                             |
| Morina             |                              | 308                | Rumänien              | Aug. 1944         | Erfolgreiche Überfahrt                                                                             |
| Bulbul             |                              | 410                | Rumänien              | Aug. 1944         | Erfolgreiche Überfahrt                                                                             |
| Mefkura            |                              | 379                | Rumänien              |                   | gesunken                                                                                           |
| Salah-a-din        |                              | 547                | Rumänien              | Nov. 1944         | Erfolgreiche Überfahrt                                                                             |
| Taurus             |                              | 958                | Rumänien              | Dez. 1944         | Erfolgreiche Überfahrt                                                                             |
| Sirius             | Dalin                        | 37                 | Italien               | 28. Aug. 1945     | Erfolgreiche Überfahrt; erstes Einwandererschiff nach WWII-Ende                                    |
| Nettuno            | Natan                        | 79                 | Italien               | 4. Sep. 1945      | Erfolgreiche Überfahrt                                                                             |
| Gabriela           | Gavriela                     | 40                 | Griechenland          | 9. Sep. 1945      | Erfolgreiche Überfahrt                                                                             |
| Alberta            | Pietro                       | 168                | Italien               | 19. Sep. 1945     | Erfolgreiche Überfahrt                                                                             |
| Nettuno            | Natan                        | 73                 | Italien               | 1. Okt. 1945      | Erfolgreiche Überfahrt                                                                             |
| Alberta            | Pietro                       | 174                | Italien               | 22. Okt. 1945     | Erfolgreiche Überfahrt                                                                             |
| Demetrius          | Berl Katznelson              | 211                | Griechenland          | 22. Nov. 1945     | Erstes von den Briten aufgebrachtes Schiff                                                         |
| Andarta            | Hannah Senesh                | 252                | Italien               | 25. Dez. 1945     | Erster erfolgreicher Blockadebrecher; Bei Landung leckgeschlagen und gesunken, ein Todesopfer      |
| Rondine            | Enzo Sereni                  | 908                | Italien               | 17. Jan. 1946     | Aufgebracht                                                                                        |
| Noris              | Wingate                      | 238                | Italien               | 26. März 1946     | Aufgebracht                                                                                        |
| Asia               | Tel Chai                     | 736                | Frankreich            | 27. März 1946     | Aufgebracht                                                                                        |
| Smyrna             | Max Nordau                   | 1666               | Rumänien              | 13. Mai 1946      | Aufgebracht                                                                                        |
| Fenice             | Eliahu Golomb                | 339                | Italien               | 13. Mai 1946      | Freie Überfahrt nach der La-Spezia-Affäre                                                          |
| Fede               | Dov Hoz                      | 675                | Italien               | 13. Mai 1946      | Freie Überfahrt nach der La-Spezia-Affäre                                                          |
| Aghios Andreas     | Haviva Reik                  | 462                | Griechenland          | 8. Juni 1946      | Aufgebracht                                                                                        |
| Beuharnois         | Josiah Wedgwood              | 1257               | Italien               | 27. Juni 1946     | Aufgebracht                                                                                        |
| Akbel              | Biria                        | 999                | Frankreich            | 1. Juli 1946      | Aufgebracht                                                                                        |
| Balboa             | Hagana                       | 2678               | Jugoslawien           | 29. Juli 1946     | Aufgebracht                                                                                        |
| Arlena             | Ha'chayal Ha'ivri            | 510                | Belgien               | 31. Juli 1946     | Aufgebracht                                                                                        |
| Sagolem            | Yagur                        | 759                | Frankreich            | 11. Aug. 1946     | Aufgebracht, erstes Schiff der Operation Igloo                                                     |
| Arites Salas       | Henrietta Szold              | 536                | Griechenland          | 12. Aug. 1946     | Aufgebracht                                                                                        |
| Avanti             | Katriel Jaffe                | 604                | Italien               | 13. Aug. 1946     | Aufgebracht                                                                                        |
| San Sissimo        | Kaf Gimel Yordai Ha'sira     | 790                | Italien               | 15. Aug. 1946     | Aufgebracht                                                                                        |
| Île de la Rose     | Amiram Schochat              | 183                | Italien               | 16. Aug. 1946     | Erfolgreicher Blockadebrecher, bei der Landung auf Grund gesetzt                                   |
| Fede               | Arba Cheruyot                | 1024               | Italien               | 2. Sep. 1946      | Aufgebracht                                                                                        |
| Adriana Ariella    | Palmach                      | 611                | Italien               | 22. Sep. 1946     | Aufgebracht, ein Todesopfer                                                                        |
| Fenice             | Bracha Fuld                  | 806                | Italien               | 22. Okt. 1946     | Aufgebracht                                                                                        |
| San Dimitrio       | Latrun                       | 1275               | Frankreich            | 1. Nov. 1946      | Aufgebracht                                                                                        |
| Agia Anastasia     | Abba Berditschew             | 400                | Jugoslawien           | 9. Nov. 1946      | während der Überfahrt gesunken                                                                     |
| Luchita            | Knesset Israel               | 3845               | Jugoslawien           | 26. Nov. 1946     | Aufgebracht, ein Todesopfer                                                                        |
| Athena             | Rafah                        | 785                | Jugoslawien           | 7. Dez. 1946      | während der Überfahrt gesunken, acht Todesopfer                                                    |
| Merica             | La'Negev                     | 647                | Frankreich            | 9. Feb. 1947      | Aufgebracht, ein Todesopfer                                                                        |
| San Miguel         | Ha'mapil Ha'almoni           | 796                | Frankreich            | 16. Feb. 1947     | Aufgebracht                                                                                        |
| Ulua               | Chaim Arlosoroff             | 1348               | Schweden / Italien    | 27. Feb. 1947     | Aufgebracht, auf Grund gesetzt                                                                     |
| Avril              | Ben Hecht                    | 600                | Frankreich            | 8. März 1947      | Aufgebracht                                                                                        |
| Susana             | Shabtai Luzinski             | 823                | Italien               | 12. März 1947     | Erfolgreicher Blockadebrecher, bei der Landung auf Grund gelaufen. Während der Ausbootung entdeckt |
| San Filippe        | Moledet                      | 1568               | Italien               | 29. März 1947     | In Seenot geraten, Aufgebracht                                                                     |
| Guardian           | Theodor Herzl                | 2641               | Frankreich            | 13. Apr. 1947     | Aufgebracht, drei Todesopfer                                                                       |
| Gian Paolo         | She'ar Yashuv                | 768                | Italien               | 23. Apr. 1947     | Aufgebracht                                                                                        |
| Trade Winds        | Hatikva                      | 1414               | Italien               | 17. Mai 1947      | Aufgebracht                                                                                        |
| Agha Orietta       | Mered Hagetaot               | 1457               | Italien               | 24. Mai 1947      | Aufgebracht                                                                                        |
| Earl of Zetland    | Yehuda Halevi                | 399                | Frankreich / Algerien | 31. Mai 1947      | Aufgebracht                                                                                        |
| President Warfield | Exodus                       | 4530               | Frankreich            | 18. Juli 1947     | Aufgebracht, drei Todesopfer                                                                       |
| Bruna              | The 14 Fallen of Gesher Aziv | 685                | Italien               | 28. Juli 1947     | Aufgebracht                                                                                        |
| Luciana            | Shivat Zion                  | 411                | Frankreich / Algerien | 28. Juli 1947     | Aufgebracht                                                                                        |
| Farida             | Af-Al-Pi-Chen                | 434                | Italien               | 27. Sep. 1947     | Aufgebracht, ein Todesopfer                                                                        |
| Paducah            | Geula                        | 1388               | Bulgarien             | 2. Okt. 1947      | Aufgebracht                                                                                        |
| Northland          | Jewish State                 | 2664               | Bulgarien             | 2. Okt. 1947      | Aufgebracht                                                                                        |
| Yildrim            | Habarak                      | 0                  | Algerien              | 18. Okt. 1947     | Nach Maschinenschaden aufgegeben, bevor Juden an Bord genommen werden konnten                      |
| Albertina          | Aliya                        | 182                | Frankreich            | 15. Nov. 1947     | Erfolgreicher Blockadebrecher, bei der Landung auf Grund gesetzt                                   |
| Rafael Luccia      | Kadima                       | 794                | Italien               | 16. Nov. 1947     | Aufgebracht                                                                                        |
| Maria Anick        | Ha'portzim                   | 167                | Frankreich            | 4. Dez. 1947      | Erfolgreicher Blockadebrecher                                                                      |
| Maria Christina    | Lo Tafchidunu                | 853                | Italien               | 22. Dez. 1947     | Aufgebracht                                                                                        |
| Maria Giovanni     | Kaf-Tet Be'November          | 680                | Frankreich            | 28. Dez. 1947     | Aufgebracht                                                                                        |
| Archimidis         | United Nations               | 537                | Italien               | 1. Jan. 1948      | Letzter erfolgreicher Blockadebrecher                                                              |
| Pan York           | Komemiut                     | 7620               | Bulgarien             | 1. Jan. 1948      | Aufgebracht                                                                                        |
| Pan Crescent       | Atzmaut                      | 7620               | Bulgarien             | 1. Jan. 1948      | Aufgebracht                                                                                        |
| Sylvia Starita     | The 35 Heroes of Gush Etzion | 274                | Italien               | 31. Jan. 1948     | Aufgebracht                                                                                        |
| Ambrosiana         | Yerushalayim Ha'netzura      | 670                | Italien               | 12. Feb. 1948     | Aufgebracht                                                                                        |
| Sette Fratelli     | Le'kommemiyut                | 699                | Frankreich            | 20. Feb. 1948     | Aufgebracht                                                                                        |
| Rondine            | Bonim Ve'lochamim            | 1002               | Jugoslawien           | 28. Feb. 1948     | Aufgebracht                                                                                        |
| Esmeralda          | Yechiam                      | 769                | Italien               | 28. März 1948     | Aufgebracht                                                                                        |
| Rina Vivare        | Tirat Tzvi                   | 798                | Italien               | 12. Apr. 1948     | Aufgebracht                                                                                        |
| San Michele        | Mishmar Ha'emek              | 782                | Frankreich            | 24. Apr. 1948     | Aufgebracht                                                                                        |
| Tadorne            | Nachschon                    | 550                | Frankreich            | 26. Apr. 1948     | Letztes aufgebrachtes Einwandererschiff                                                            |
| Tulia Christina    | La'nitzachon                 | 189                | Italien               | 17. Mai 1948      | Ungehinderte Ankunft nach Israels Staatsgründung                                                   |
| Orchidea           | The State of Israel          | 243                | Italien               | 17. Mai 1948      | Ungehinderte Ankunft nach Israels Staatsgründung                                                   |
| Fabio              | Krav Emek Ayalon             | 706                | Frankreich            | 29. Mai 1948      | Ungehinderte Ankunft nach Israels Staatsgründung                                                   |

## Eskortenschiffe
Als Eskortenschiffe wurden Einwandererschiffe bezeichnet, die selbst nicht bis an die Küste Palästinas fuhren. Stattdessen stiegen an einem geheimen Treffpunkt auf See die Passagiere auf ein anderes Einwandererschiff um. Mit dieser Methode konnte eine höhere Anzahl Einwanderer an die Küste Palästinas gebracht werden, ohne dass sie für die volle Zeit der Überfahrt die drangvolle Enge auf den Schiffen ertragen mussten, und gleichzeitig die Zahl der Schiffe reduziert werden, die durch britische Beschlagnahmung für die Alija Bet verloren gehen konnten.
- Albertina
- Rafi

## Deportationsschiffe
Deportationsschiffe waren zu Gefängnisschiffen umgebaute Passagier- oder Frachtschiffe, mit denen die aufgegriffenen Einwanderer wieder außer Landes gebracht wurden.
- Empire Comfort
- Empire Heywood
- Empire Rest
- Empire Rival
- Ocean Vigour
- Runnymede Park